# Nationaal park Hortobágy
Nationaal Park Hortobágy (Hongaars: Hortobágyi Nemzeti Park) is een van de tien nationale parken van Hongarije. Het ligt op zo’n 200 km ten oosten van Boedapest bij de gelijknamige plaats Hortobágy. De oprichting tot nationaal park vond plaats op 1 januari 1973. Hiermee was dit het eerste nationaal park van Hongarije. Nationaal Park Hortobágy heeft een oppervlakte van circa 809,57 km².. Sinds 1979 valt 320,37 km² van dit oppervlak onder de Conventie van Ramsar, wat inhoudt dat het watergebied van internationaal belang is, in het bijzonder voor watervogels. In hetzelfde jaar werd 520 km² van Hortobágy toegevoegd aan de lijst van biosfeerreservaten onder het Mens- en Biosfeerprogramma (MAB) van UNESCO.

## Kenmerken
Nationaal Park Hortobágy is gelegen in de comitaten Hajdú-Bihar, Jász-Nagykun-Szolnok, Borsod-Abaúj-Zemplén en Heves in het oosten van Hongarije. Geografisch gezien ligt het in de Grote Hongaarse Laagvlakte. Het is een relatief goed bewaard gebleven cultuurlandschap waar nog overblijfselen zijn van het oorspronkelijke landgebruik. De poesta, de steppe-achtige vlakten in de omgeving worden begraasd door vee dat is aangepast aan de lokale omstandigheden. Kenmerkend voor de laagvlakte zijn kuddes van het grauwwitte Hongaars stepperund. Ook graast het rackaschaap er op de poesta, een oud en zeldzaam Hongaars schapenras met gedraaide hoorns. In 1999 werd het gebied als cultuurerfgoed opgenomen op de werelderfgoedlijst van UNESCO.

## Biotoop
Hortobágy bestaat niet enkel uit steppelandschappen. Het landschap bestaat in feite uit een mozaïek van graslanden, löss-heuvels, moeraslanden en bossen. Omdat de Tisza in het midden van de 19e eeuw geregeld buiten zijn oevers trad werd er een waterregulatiesysteem opgezet. Doordat het gebied daardoor sneller uitdroogde werd het in het begin van de 20e eeuw al gauw overbegraasd. Er werden vervolgens visvijvers aangelegd om het landgebruik meer te variëren Hierdoor werden sommige moerassen deels gedraineerd en omgezet in graslanden.

## Fauna
Het nationaal park is internationaal bekend om zijn verscheidenheid aan vogelsoorten. Zo overwinteren hier jaarlijks enkele tientallen dwergganzen (Anser erythropus) en broeden er zeldzame steppevogels als de grote trap (Otis tarda), roodpootvalk (Falco vespertinus) en scharrelaar (Coracias garrulus).
Hortobágy valt onder het Natura 2000-netwerk van de Europese Unie. Soorten die onder de Habitatrichtlijn vallen zijn onder meer de siesel (Spermophilus citellus), steppebunzing (Mustela eversmanni), driekleurige muis (Sicista subtilis) en grote vuurvlinder (Lycaena dispar).

## Geschiedenis
In de middeleeuwen was de steppe bevolkt met 52 welvarende dorpen en reeds ten tijde van de Árpád-dynastie was de lössgrond ten westen van Debrecen op grote schaal in cultuur gebracht. Het waren merendeels gemengde boerenbedrijven en jacht en visserij vormden eveneens bronnen van inkomsten.
Het begin van de 13e eeuw werd gekenmerkt door een binnenlandse strijd om de macht en aanvallen van de Mongolen, die Hongarije vanuit het noordoosten binnenvielen. Vrijwel geheel Hongarije werd onder de voet gelopen. De verwoestingen die daarbij werden aangericht waren groot. In de Grote Hongaarse Laagvlakte (Alföld) verdwenen 52 dorpen van de kaart.
De bossen en landerijen werden afgebrand en de eens zo vruchtbare laagvlakte werd een dorre verbrande woestenij. Na een jaar verdwenen de Mongoolse bezetters en begon de wederopbouw. In de poesta ziet men hier en daar door mensenhanden opgeworpen heuvels. Dat zijn graf- en kerkheuvels, restanten van de verwoeste dorpen uit 1241.
De Ottomanen hebben zich door de tactiek der verschroeide aarde eveneens ingespannen een einde te maken aan de vruchtbare steppe. Dit leidde in de 16e en 17e eeuw tot ontvolking. Na de Turken lag de Grote Vlakte er dan ook verlaten bij. Dorpen en steden rondom beschouwden de steppe als hun kolonie. Rundvee, paarden, schapen, ganzen en varkens en de herders (csikós) waren de nieuwe bewoners van de poesta, tot op heden.

## Herstel van de poesta
Na deze verwoestingen kon de poesta zich dankzij de jaarlijkse overstromingen van de Tisza-rivier herstellen.
Het was de tijd van de herders (csikós) die ver van de bewoonde wereld, de kudden van hun meesters hoedden en die zomer en winter bij de dieren doorbrachten met geen ander onderdak dan een ossenwagen of een hut van riet.
In 1840 werd echter een begin gemaakt met de kanalisatie van de Tisza, die een deel van de poesta in moerasland had herschapen. Dit had echter tot gevolg dat de Grote Vlakte sindsdien het noodzakelijke vocht ontbeerde. Omdat er in het gebied weinig regen valt, jaarlijks niet meer dan 500 mm, verdroogde de bodem en leende zich steeds minder voor landbouw en veeteelt.
Tegenwoordig ondergaat de Grote Vlakte weer een gedaantewisseling. Bijna de helft van het eens braakliggende land is omgezet in bouwland hetgeen te danken is aan irrigatie en moderne ontginningsmethodes, en 40% is thans goed grasland. Er zijn visvijvers aangelegd, die 17 à 18.000 ton vis per jaar opleveren, op meer dan 12.000 ha wordt rijst verbouwd, grote delen zijn bebost en op het Nationaal Park Hortobágy wordt het fokken van het Hongaars stepperund en de zwarte raspaarden weer als vanouds beoefend.
De poesta rond Hortobágy, 200 km oostelijk van Boedapest gelegen, is de enige echte grote vlakte. Ze omvat een oppervlakte van 120.000 ha. Het kan hier lang droog zijn. Bij Tiszalök is een stuw, waardoor ook de bovenloop bevaarbaar is en een Hoofdkanaal-Oost (Keleti-föcsatorna) zorgt voor de noodzakelijke bevloeiing van de droge gebieden van de grote Hongaarse Laagvlakte. Hier en daar ziet men amper een boompje en een houten boomstaak van de waterputten in de vlakte uitsteken.

## Galerij

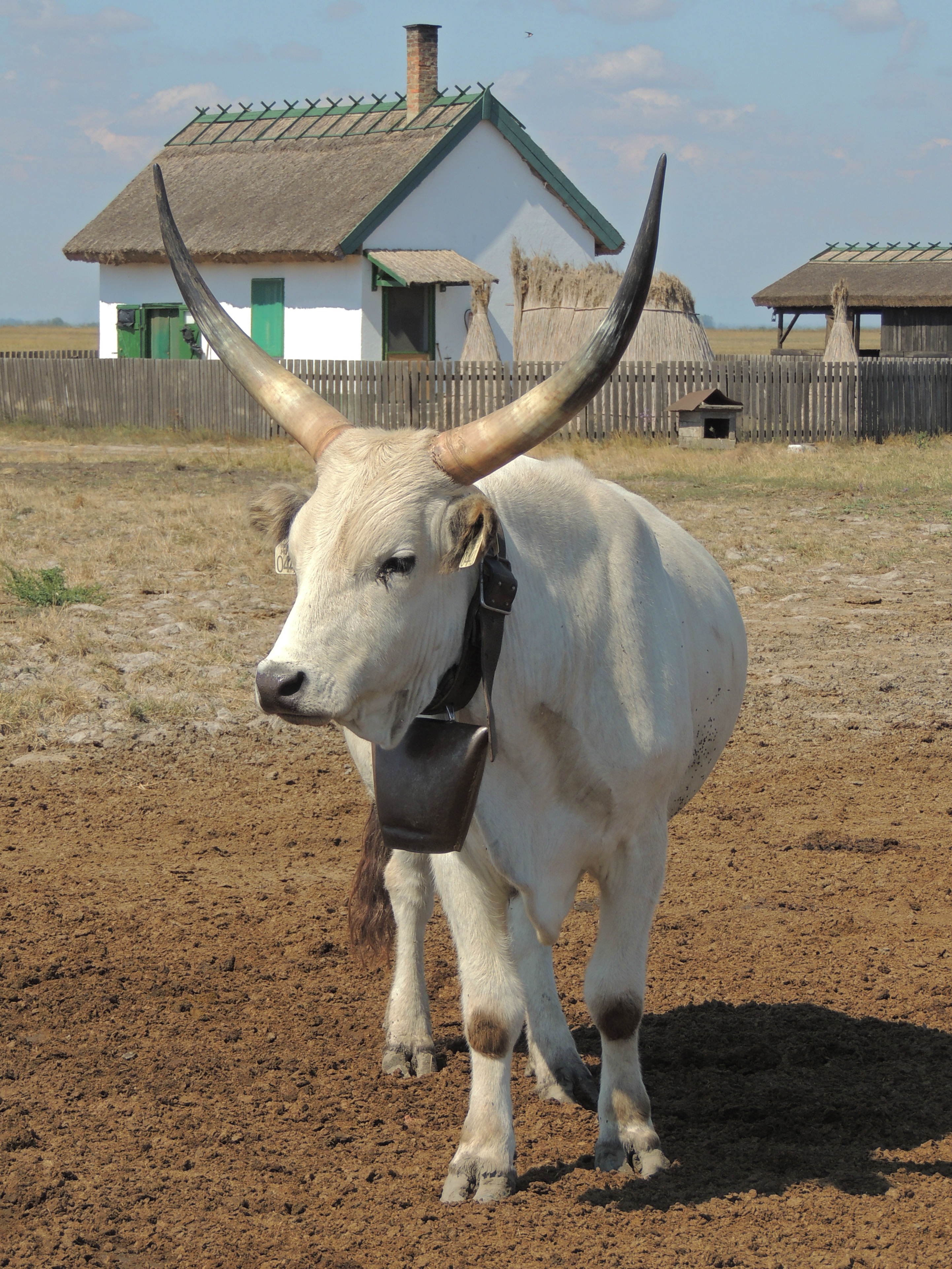
Hongaars stepperund.
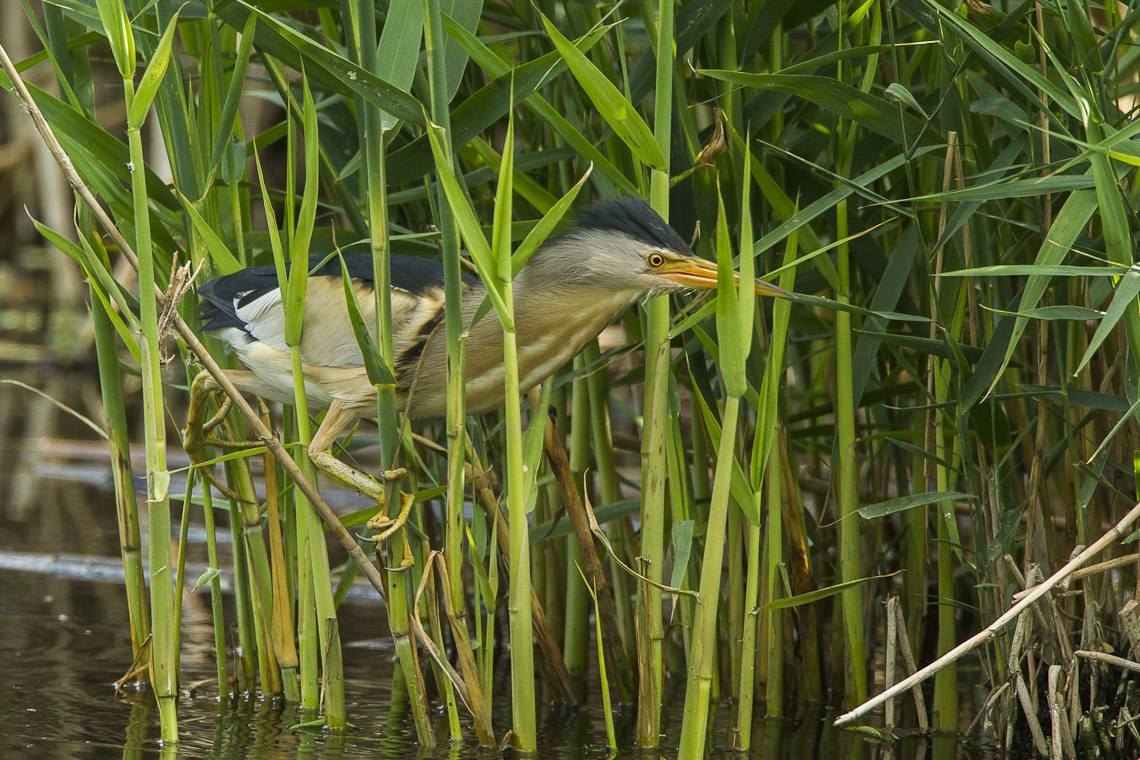
Het woudaapje (Ixobrychus minutus) is een broedvogel van Hortobágy.
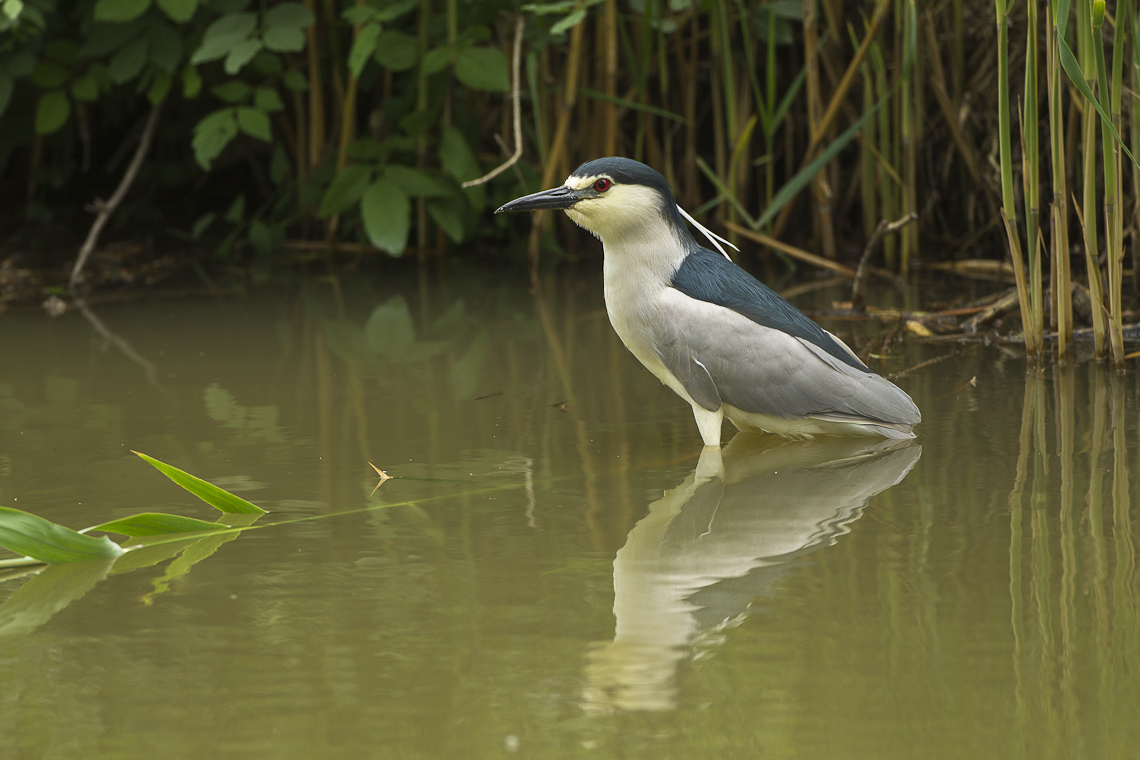
De kwak (Nycticorax nyxticorax), eveneens een broedvogel in Hortobágy.
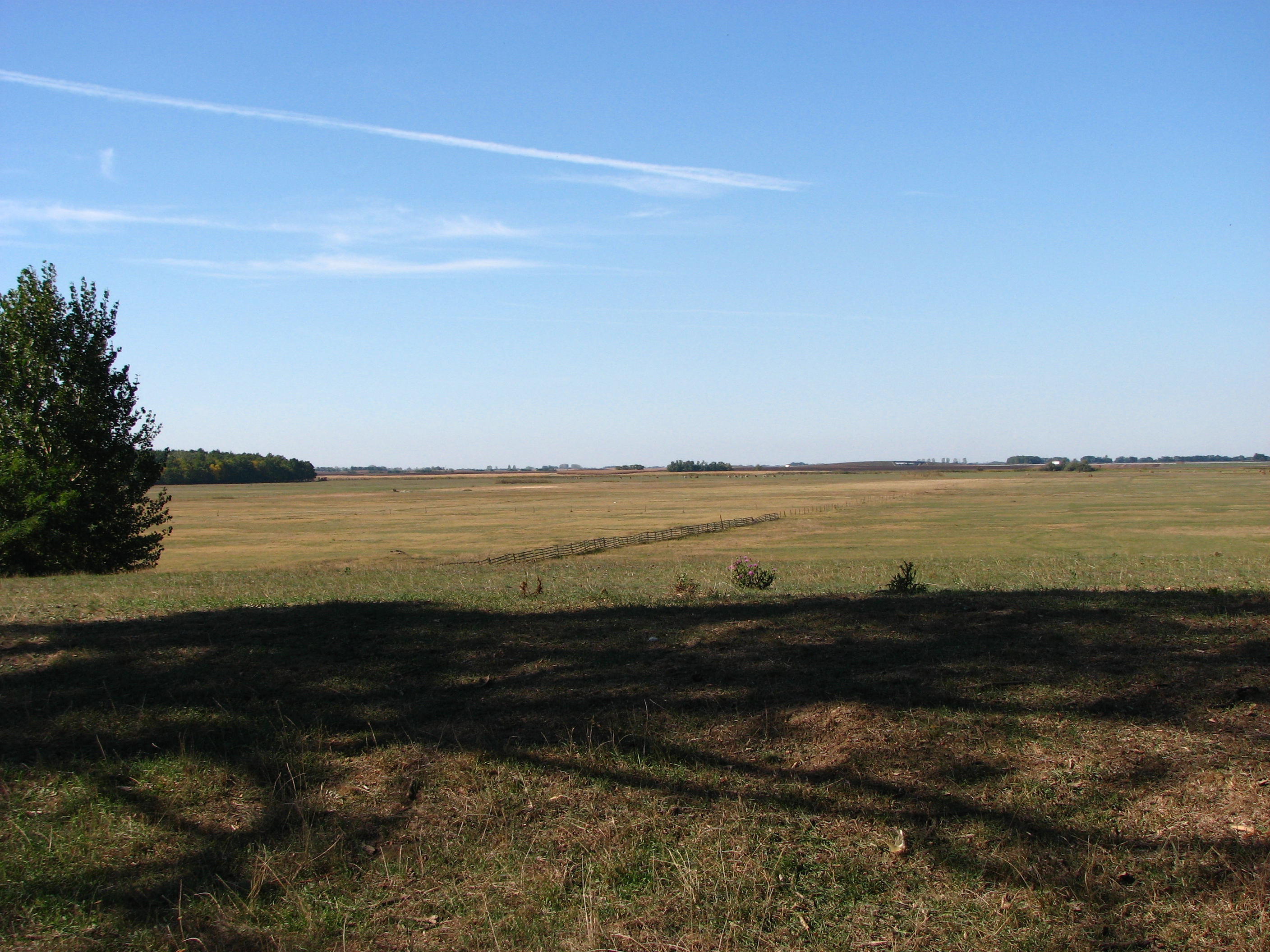
Grasvlakte van Hortobágy.
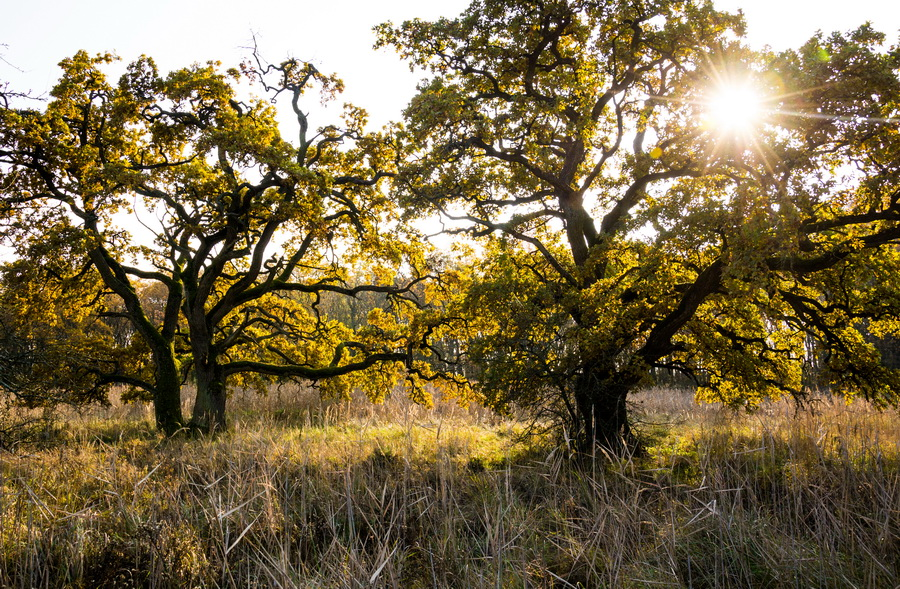
Eikenbos op steppegrond.
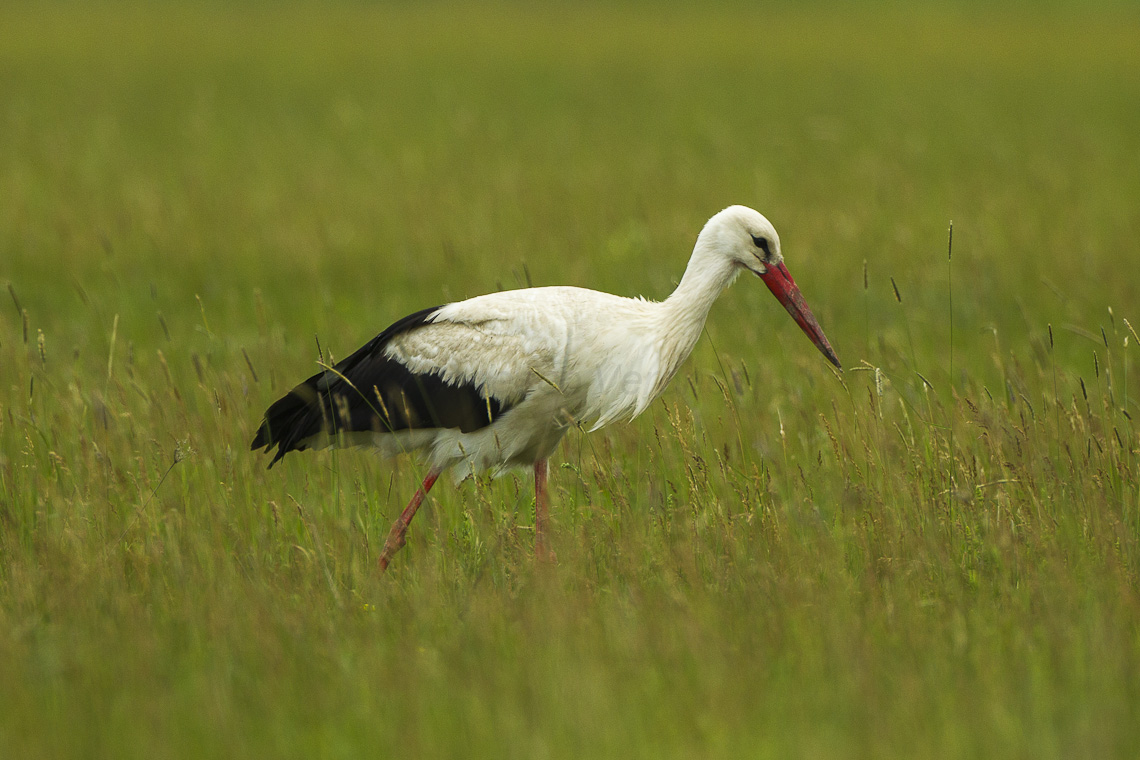
Een foeragerende ooievaar (Ciconia ciconia).
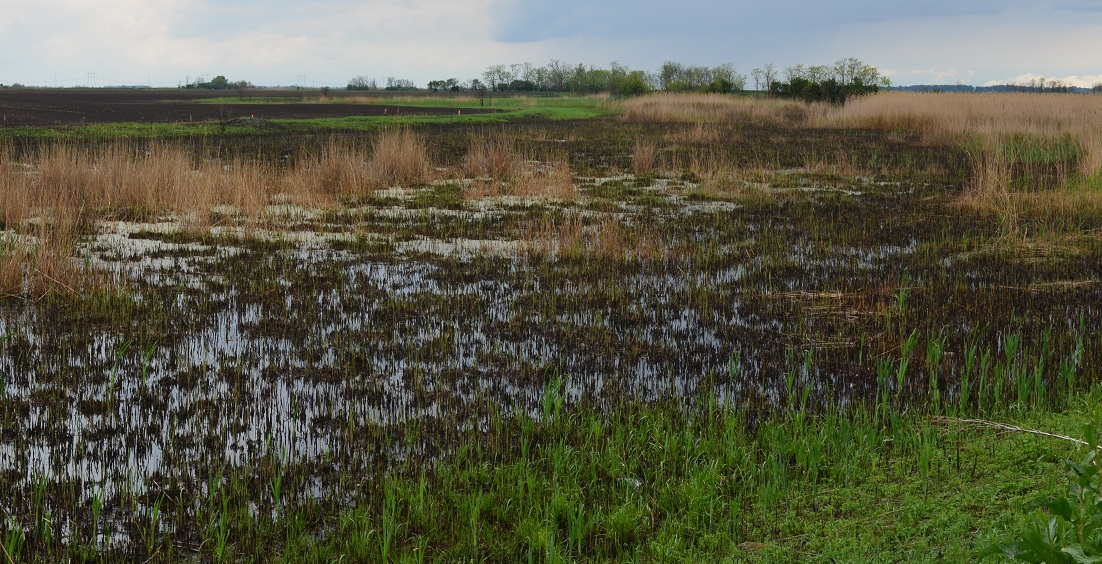
Moerasachtige depressie.